# خالد المؤيد
خالد عبد الرحمن المؤيد رجل أعمال وسياسي بحريني.

## السيرة
ولد خالد في مدينة المحرق. حصل على بكالوريوس هندسة مدنية من جامعة برمنغهام ببريطانيا. يتولى رئاسة مجلس إدارة الشركات التالية:
- شركة خالد المؤيد وأولاده.
- مجموعة شركات عبد الرحمن خليل المؤيد.
- إيس المؤيد للاستشارات الهندسية.
- الشركة البحرينية للفواكه الطازجة.
- مركز المنامة للسفريات ومنامة تورز.
- شركة آي ماشينز.
- شركة آت كومبيوترز.
- شركة ميدياجينيك للدعاية والإعلان.
- ويلز أوف أرابيا.
- إنفيوشنز هوسبيتاليتيز.

وعضو مجلس إدارة حالي في الشركات التالية:
- المؤسسة العامة لتجارة وصناعة الأغذية.

تم تعيينه عضوا في مجلس الشورى من 2006 إلى 2010. فاز في انتخابات غرفة تجارة وصناعة البحرين في 2014 وانتخب رئيسا لها.